# 三峰寺 (寿宁县)
三峰寺，原名东华禅寺、三峰大梵宾林禅寺、宝林寺，位于中国福建省寿宁县鳌阳镇大同社区，始建于五代时期，是寿宁县境内最早建成的佛教寺庙，历朝历代皆有修缮。1985年，三峰寺被寿宁县人民政府认定为第一批寿宁县文物保护单位。

## 名称
三峰寺现在的名称得自于寺庙前有三座小山峰。寺庙在五代时期初建成时，名为“东华禅寺”，后被敕封为“三峰大梵宾林禅寺”，至明朝时期，又曾更名为“宝林寺”。

## 历史

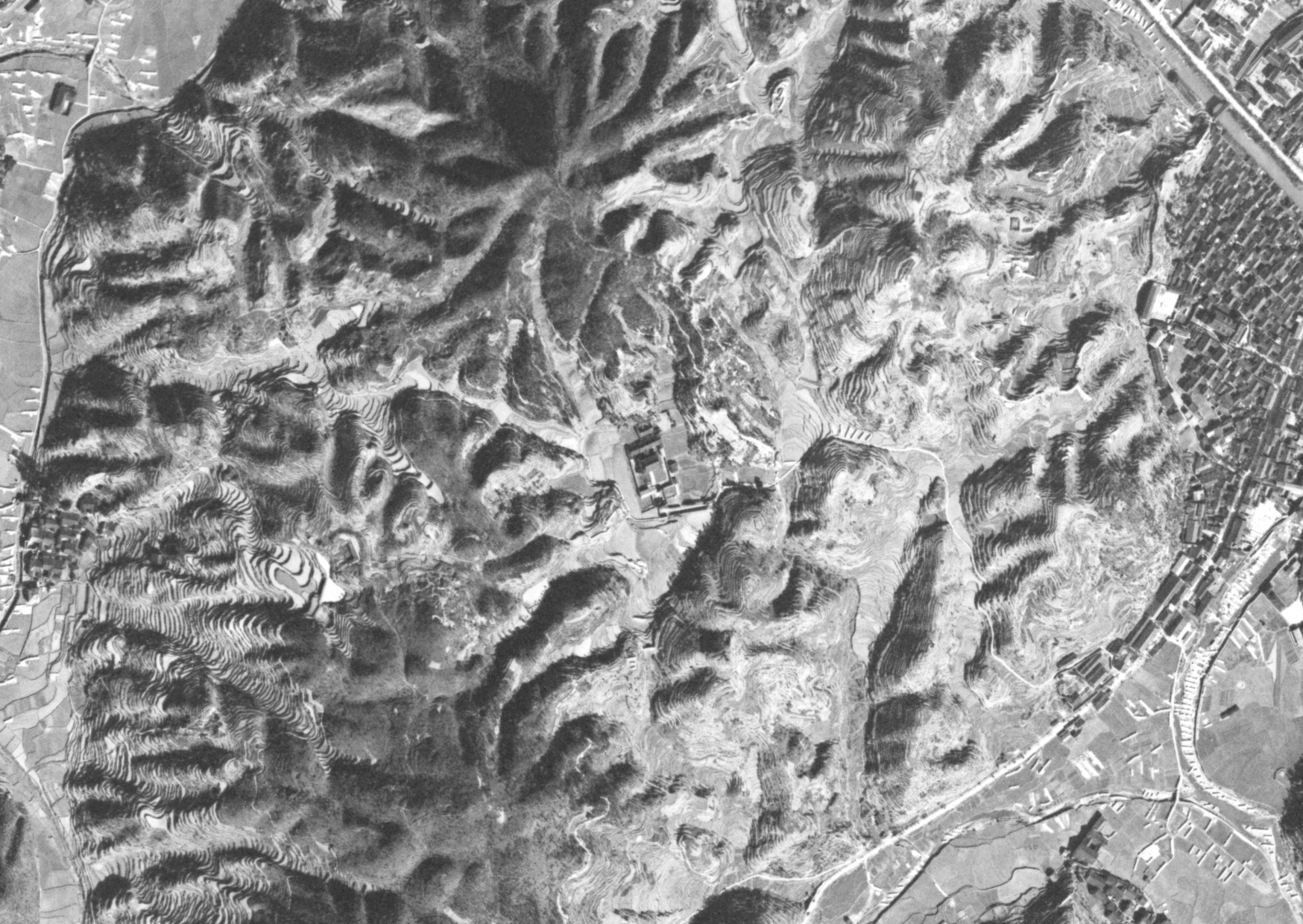
1972年三峰寺卫星影像

三峰寺始建年代在后梁开平三年（909年）至后唐清泰二年（935年）之间，北宋淳化元年（990年），曾担任礼部尚书的寿宁人陈洪轸以报答佛祖救命之恩为由捐资对寺庙进行扩建。明朝永乐元年（1403年），寺庙进行了重修，景泰年间，又扩建了钟楼、鼓楼、法堂和两侧回廊，嘉靖二十二年（1543年）重新架构了门楼，并扩建了疏林小径亭。此外，寺庙在万历二十二年（1594年）、清朝康熙年间皆有修缮。
三峰寺在历史上香火较为旺盛的时期拥有一百多僧众，福州涌泉寺的明洁法师曾在抗日战争时期担任过三峰寺住持，同时担任寿宁佛教分会的第二届理事长。中华人民共和国成立后，三峰寺三度遭到焚毁，原木构建筑已完全被毁坏，仅剩山门外三座亭为古代建筑。1983年，在福建省、宁德地区及寿宁县各级部门的支持及官方与民间共同的资金投入下，三峰寺原址仿照原寺庙的格局重建了新的建筑，包括大雄宝殿、天王殿和钟鼓楼，其后又陆续建成了斋堂、藏经楼和僧寮等。1985年，福建省政府部门将三峰寺列为省级对外开放寺庙。1999年，寿宁县人民政府规划将三峰寺周边投资建设为公园，建成后又于2015年出台新的公园规划，拟在2030年将三峰寺及其周边建设为综合性城市山地公园。

## 建筑
三峰寺有大雄宝殿、大王殿、万寿宫、法堂，念佛堂、钟楼、鼓楼、藏经楼、方丈室等建筑结构，总建筑面积约3510平方米，主建筑自南而北依次为门楼、广场、药师殿、大雄宝殿和万寿宫等，门楼进深9.8米，面阔7间43米；中间的天王殿为木构架悬山顶建筑，两侧建有膳堂和客堂；大雄宝殿亦为木构重檐悬山顶建筑，面阔3间、进深4间；万寿宫则为木构双坡顶建筑，面阔3间、进深2间。寺庙内存有宋朝时期的壁画、明朝时期的草书题诗以及赵朴初的书法手迹。山门外有一条长163米、宽9米的石道，俗称“金街”，道上有金街亭、更衣亭、三门亭等建筑。

## 图集

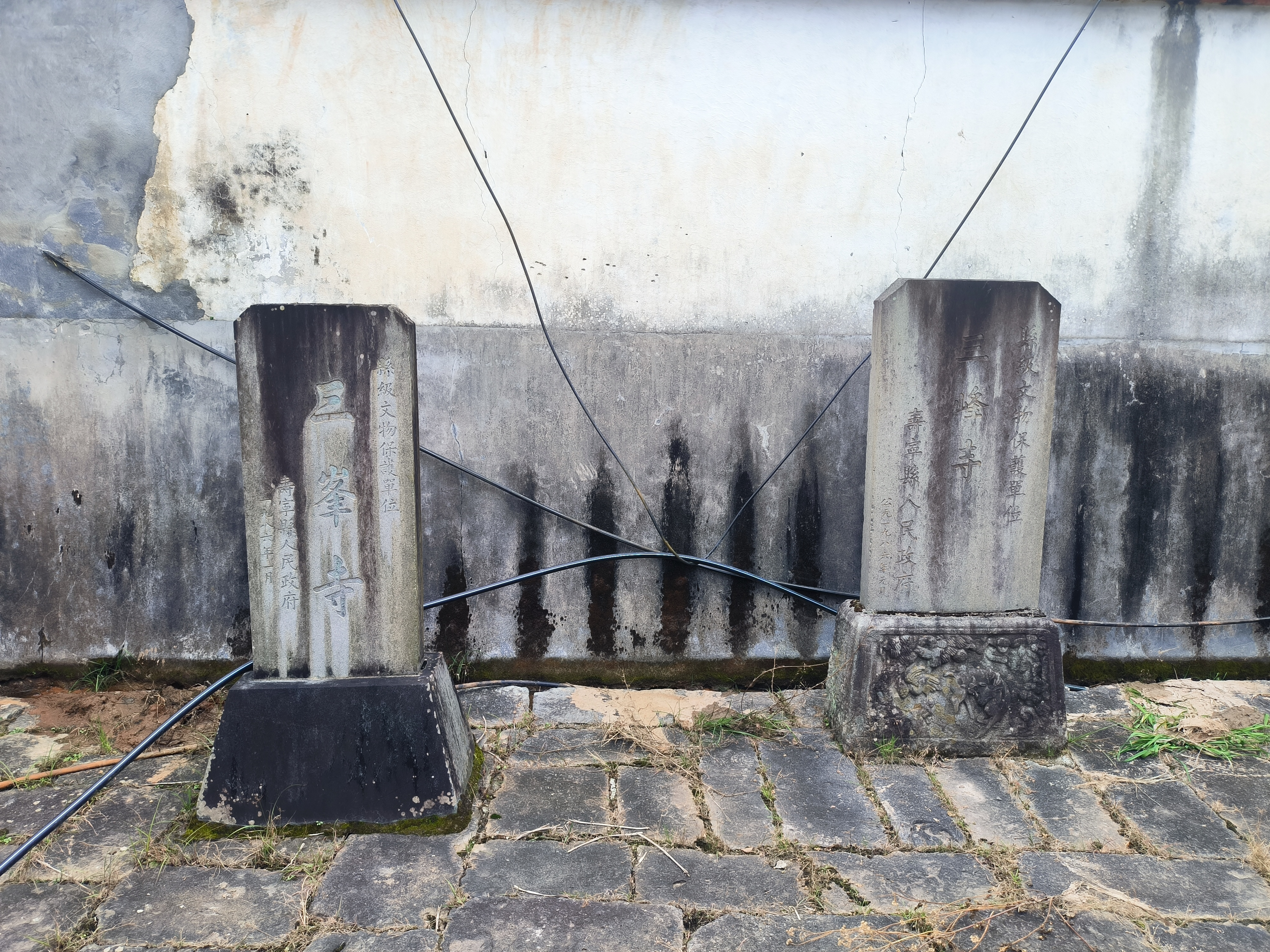
三峰寺的两块县级文物保护单位碑记
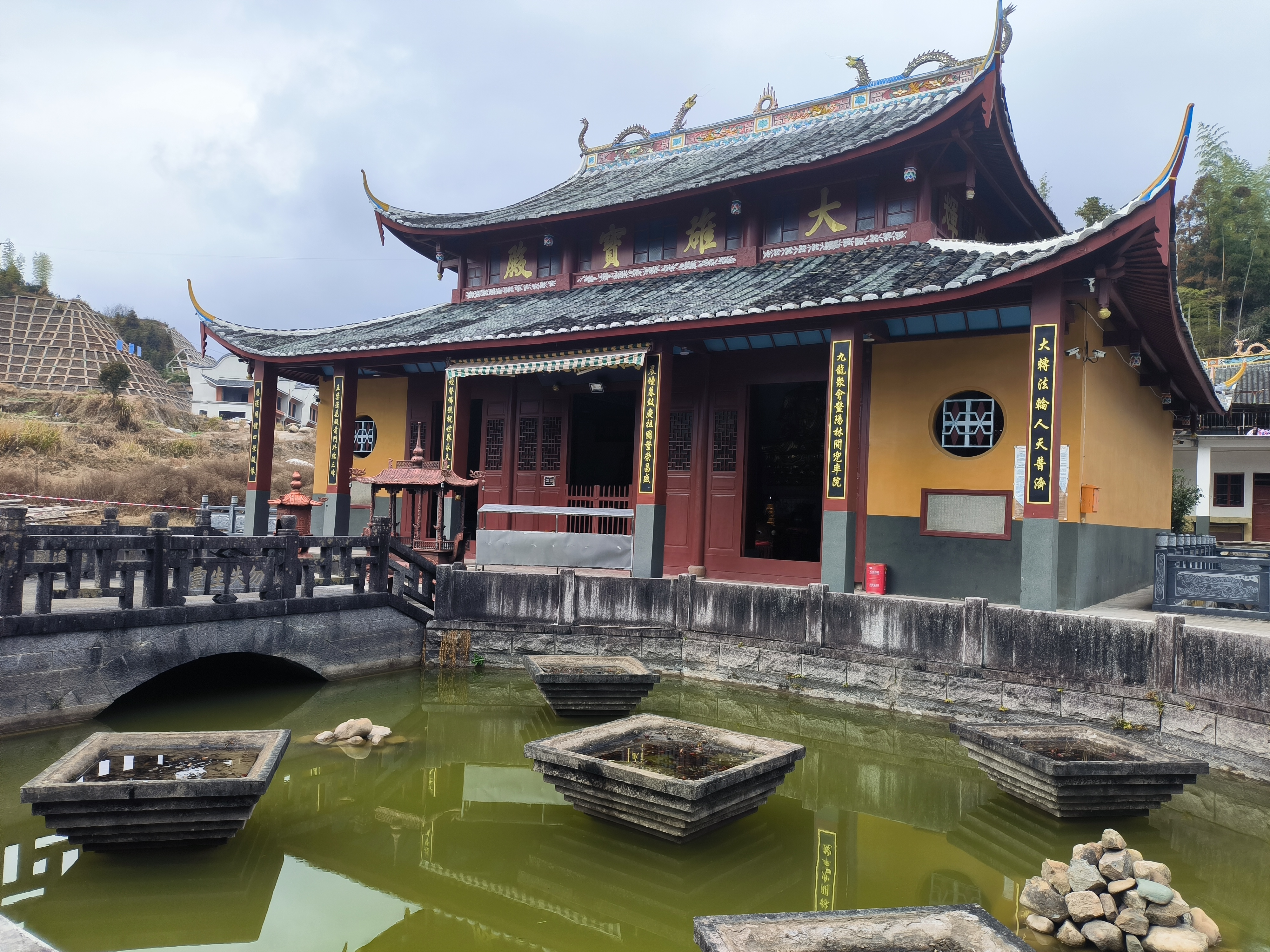
大雄宝殿及殿前池塘
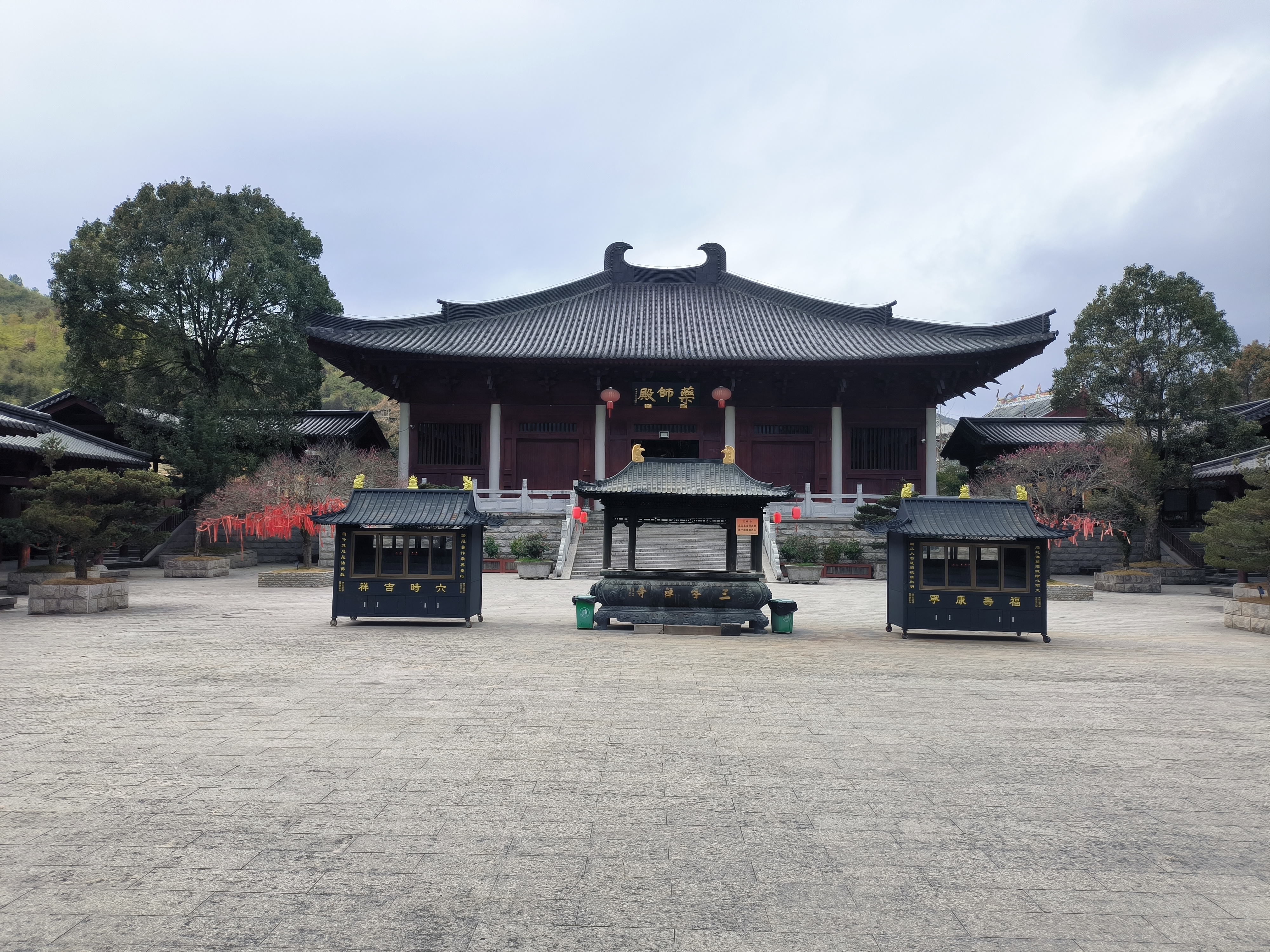
三峰寺的药师殿
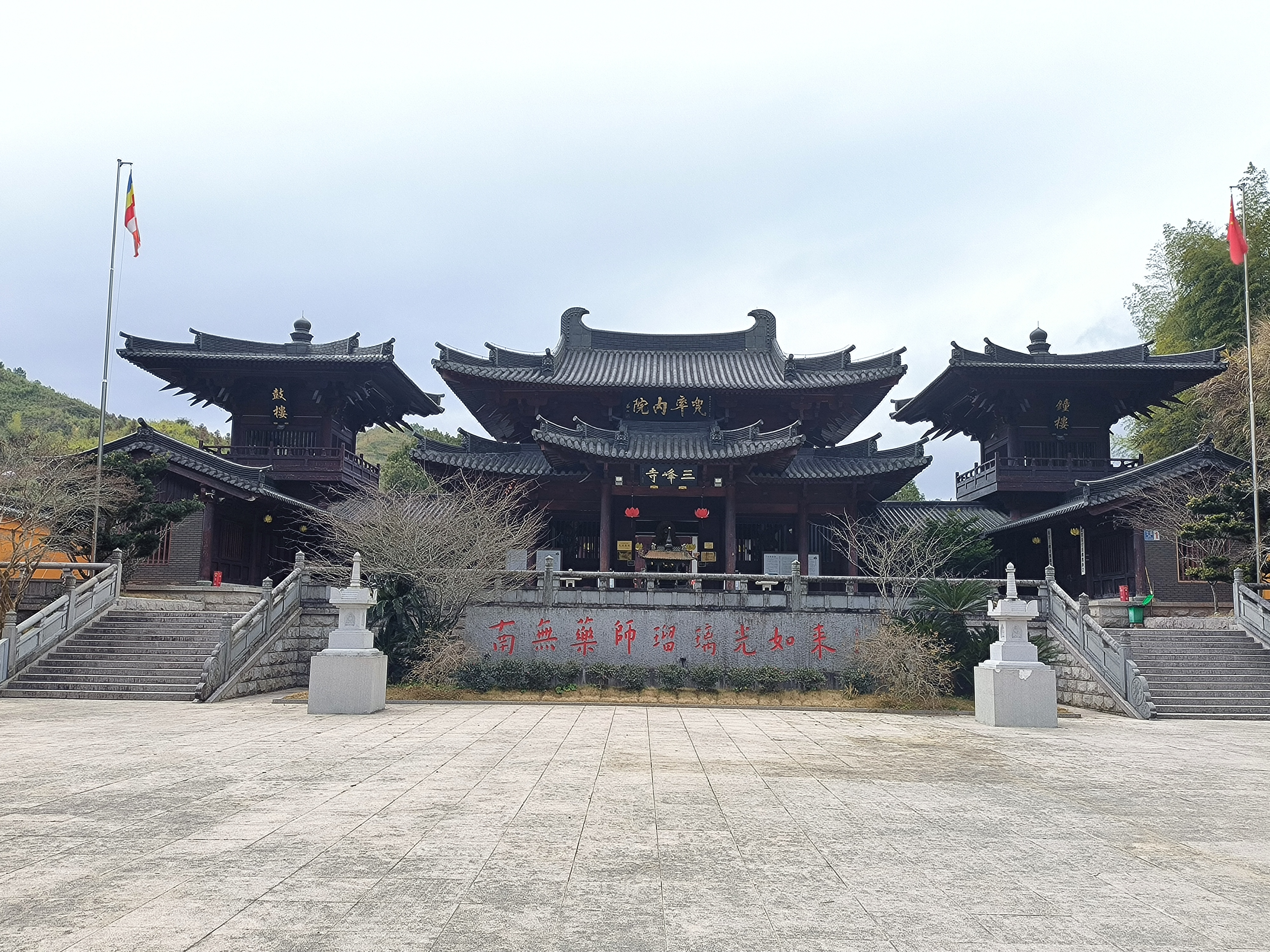
天王殿前的“南无药师琉璃光如来”石刻
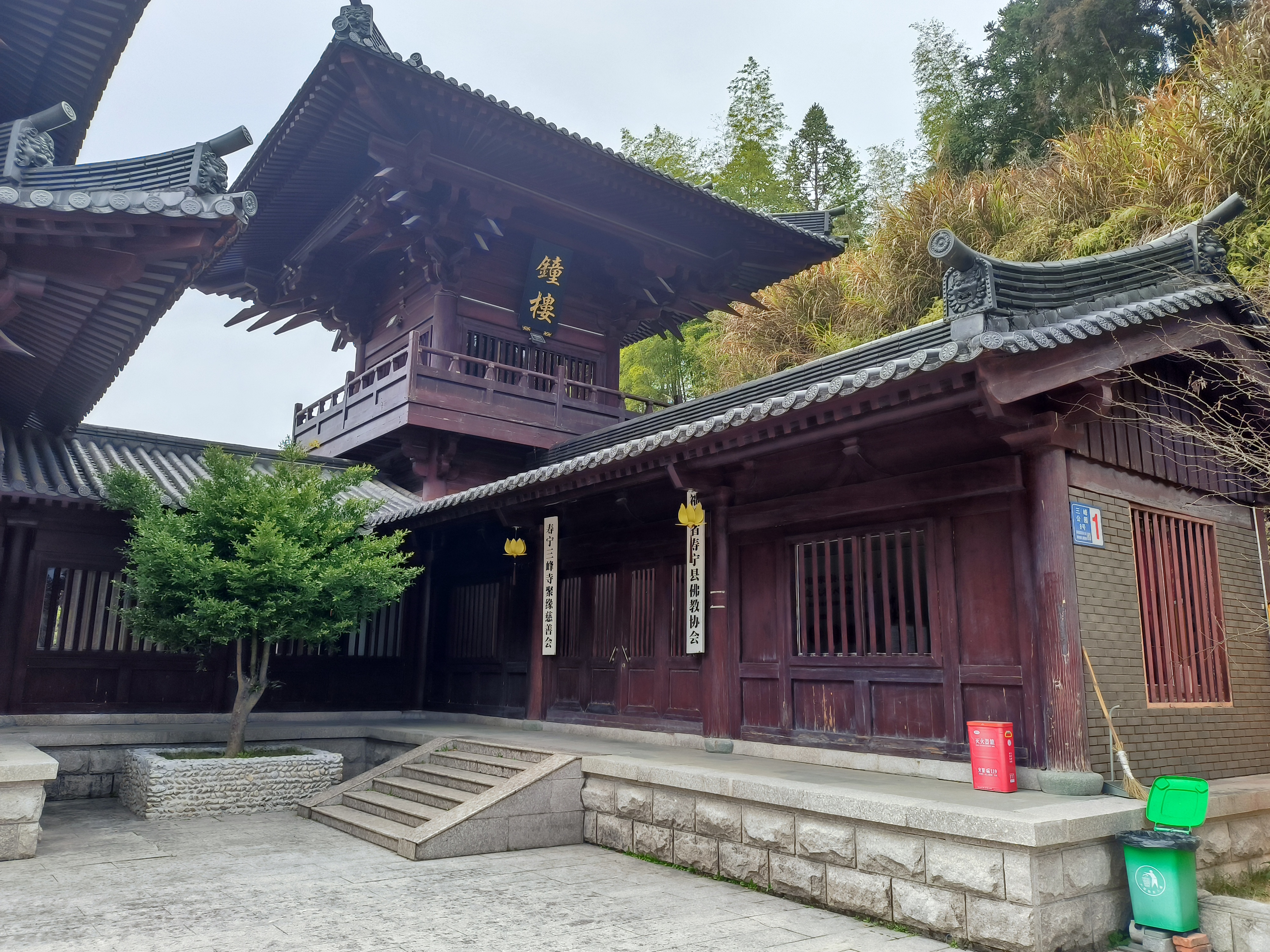
三峰寺的钟楼
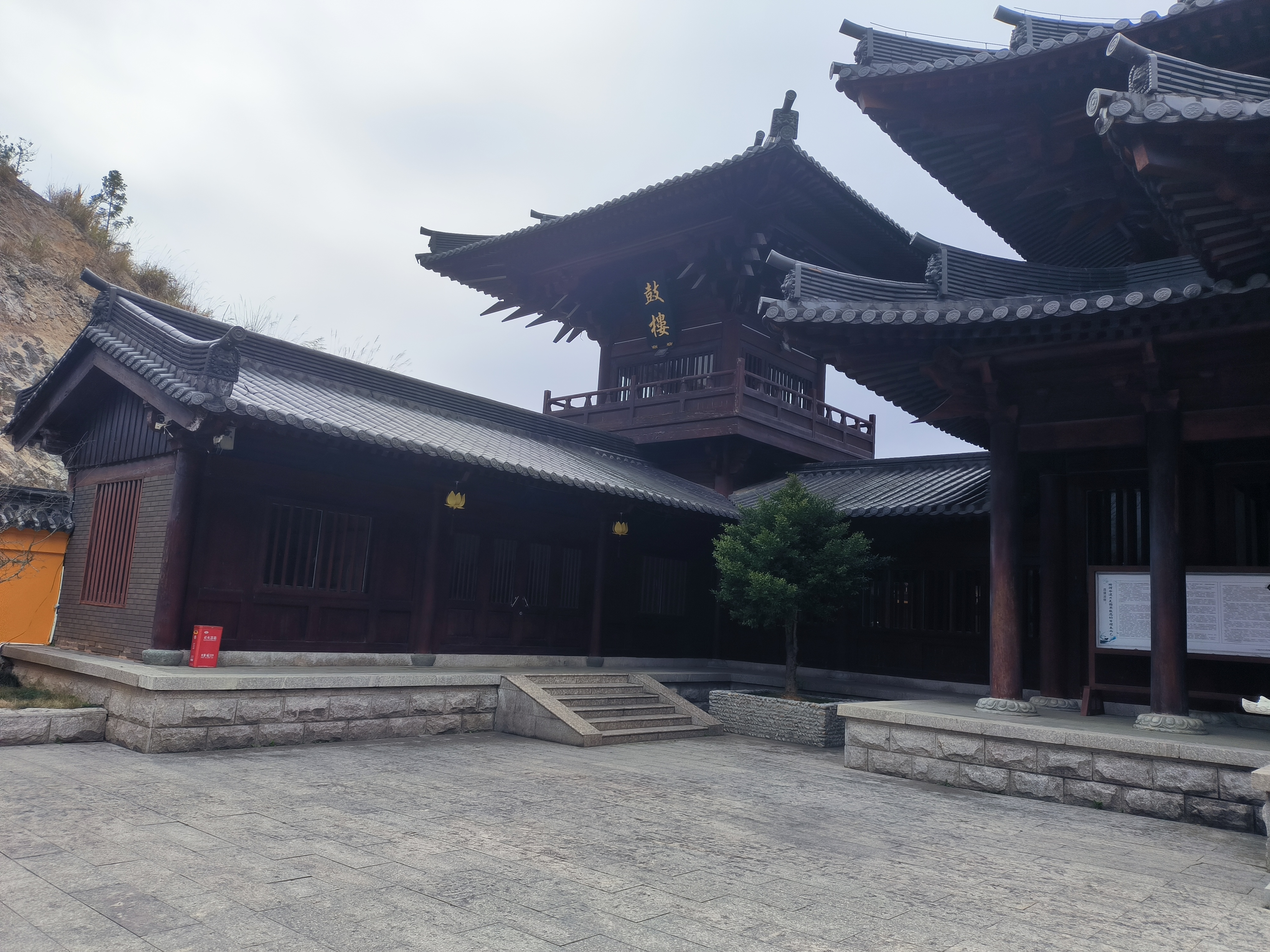
三峰寺的鼓楼
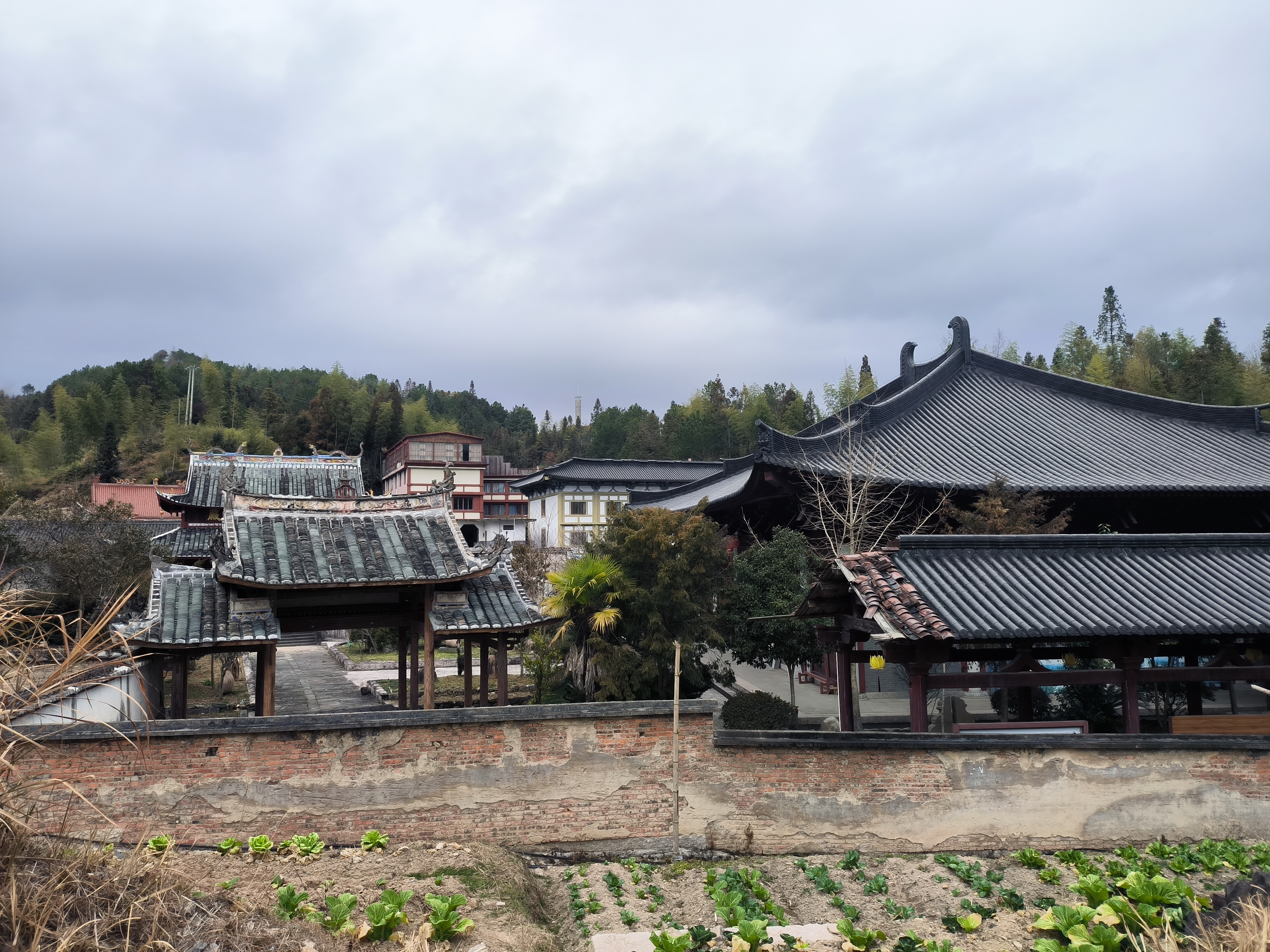
从外侧围墙看古亭和新建建筑